# Мистер Олимпия 1996
Мистер Олимпия 1996 — одно из самых значимых международных соревнований по культуризму, прошедшее под эгидой Международной федерации бодибилдинга (англ. International Federation of Bodybuilding, IFBB) Соревнования проходили 21 сентября 1996 года Чикаго, США.

## Таблица
Место	Участник	№	Страна	Награда
- 1	Дориан Ятс	12	Англия	100 000
- 2	Шон Рэй	11	США	50 000
- 3	Кевин Леврон	1	США	30 000
- 4	Флекс Уиллер	4	США	25 000
- 5	Пол Диллет	6	Канада	15 000
- 6	Ронни Коулмэн	14	США	12 000
- 7	Крис Кормье	9	США	8 000
- 8	Жан Пьер Фукс	2	Швейцария	7 000
- 9	Чарльз Клермон	5	Барбадос	6 000
- 10	Майк Франсуа	13	США	5 000
- 11	Аарон Бейкер	7	США
- 12	Роланд Чарлок	3	Германия
- 13	Майк Матараццо	8	США
- 3 дисквал.	Нассер Эль Сонбати	10	Германия